# Shanxia
Shanxia (ze Západních hor) byl rod „obrněného“ ptakopánvého dinosaura z čeledi Ankylosauridae. Fosilie tohoto mohutného býložravce jsou známy z čínských sedimentů souvrství Chuej-čchüan-pchu z období svrchní křídy, a to na území provincie Šan-si. Tento tyreoforan je znám jen podle úlomkovitého materiálu z říčních uloženin a na základě poměru délky stehenní kosti a dalších kostí končetin byla jeho délky odhadnuta na 3,6 metru. Patřil tedy k menším zástupcům své skupiny.
Zvláštním znakem jsou dlouhé a zploštělé trojúhelníkovité rohy, které tomuto dinosaurovi vyrůstali ze zadní části lebky. Objevují se však také názory, že jde o individuální variaci v rámci druhu a že Shanxia je pouze nomen dubium (neplatné jméno), neboť může jít například o rod Tianzhenosaurus (Sullivan, 1999).